# Trachymene hispida
Trachymene hispida är en flockblommig växtart som beskrevs av Maconochie. Trachymene hispida ingår i släktet Trachymene och familjen flockblommiga växter. Inga underarter finns listade i Catalogue of Life.